# Distretto di Rajkot
Il distretto di Rajkot è un distretto del Gujarat, in India, di 3 157 676 abitanti. Il suo capoluogo è Rajkot.